# Гонгеріге-Волф
Гонгеріге-Волф (нід. Hongerige Wolf, нід. вимова: [ˈɦɔŋərəɣə ˈʋɔl(ə)f]) — селище в нідерландській провінції Гронінген. Входить до муніципалітету Олдамбт. Його населення станом на 1997 рік складало 30 осіб. Відтоді окрема статистика по ньому не ведеться.
Перша згадка про населений пункт датується 1877 роком, а його назва буквально перекладається як «голодний вовк». 2019 року за результатами опитування набрав 30% голосів і був визнаний нідерландським населеним пунктом із найкрасивішою назвою.

## Галерея

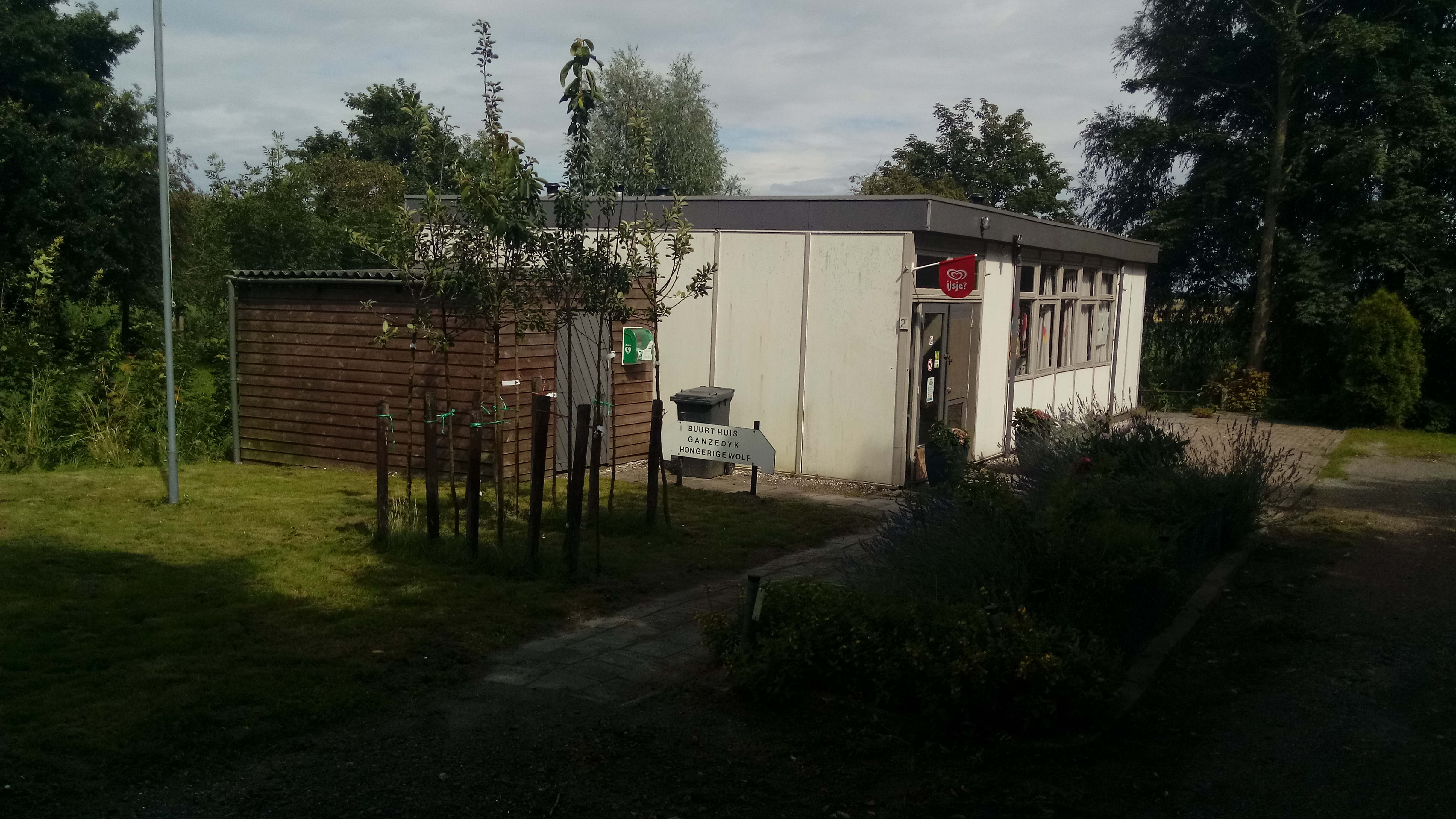